# Impressionisme
Impressionisme er en kunstretning inden for malerkunsten som især var fremme fra ca. 1870 til 1890. Ordet stammer fra det franske ord: impression som betyder indtryk. Man forsøgte at lave en gengivelse af det flygtige øjeblik med det øjeblikkelige indtryk af lys, luft, vejrforhold, som ofte blev malet i lidt kølige farver med motiver fra hverdagen og almindelige dagligdag.

## Etymologi
Selve benævnelsen impressionister (også andre navne blev brugt: intentionister, indépendants) slog rod i sproget efter en udstilling i 1874 hos Nadar i Paris: de mange der udstillede billeder med titlen impression (af det ene eller det andet) gav Clarétie anledning til at kalde udstillingen salon des impressionistes.

## Oprindelse
Impressionisterne var repræsentanter for en malerisk retning, der først kom til almenhedens bevidsthed i Frankrig omkring 1870, og hvis program, som navnet antyder (impression, indtryk), gik ud på at gengive det indtryk, øjet modtager af naturens fænomener, så umiddelbart, friskt og naturtro-personligt som muligt uden at lade sig hilde af det vedtægtsmæssige syn, som ateliertraditionen let tvinger ind på.
Hvert år holdt det parisiske kunstakademi kunstudstillingen Salon de Paris. I udvælgelsen af malerier fokuserede akademiet på, at malerierne holdt sig til den anerkendte, akademiske stil. En gruppe unge kunstnere anført af den ældre Édouard Manet fik igen og igen afslag, da man mente, at deres malerier var ufuldstændige. Dette førte til, at Napoleon III i 1863 lod de afviste kunstnere udstille under udstillingen Salon de Refusés. Da senere anmodninger om flere Salon des Refusés blev afvist, organiserede kunstnere som Monets og Camille Pissarro en uafhængig udstilling i 1874. Det var under denne udstilling, at kunstkritikeren Louis Leroy ud fra maleriet "Impression, Soleil Levant" af Monet døbte de udstillende malere impressionister.

## Inspiration og udvikling
Hovedmanden for retningen blev Claude Monet. I meget fortsatte han kun den udvikling, som fortiden havde antydet, han modtog stærke og blivende maleriske indtryk fra Velasquez, han byggede videre på den Courbet’ske kunsts naturalistiske grundlag, og i Barbison-skolen fandt han en kunst, der for Landskabsmaleriets Vedk. saa smaat alt havde virkeliggjort hans egne Ideer, men med paradoksal Følgerigtighed gjorde han den Tendens, der hidtil glimtvis havde lyst frem i kunstens liv, til dens alfa og omega: imod den tidligere symfoniske kunst, der vilkårlig harmoniserede farverne og ofte stemmede dem sammen i kunstlet Clairobscur, satte han en gengivelse, der nøgternt og uhildet skulle overføre farveindtrykkene, som de virkelig formede sig på øjets nethinde i dagens fri lys og luft; i billedet "Haven" brød han således vej for pleinairismen, og hans "Olympia" (1865), der vakte både sædelig og malerisk indignation, men i Zola, impressionismens ivrige talsmand (jævnfør Zola’s "Mes haines"), fandt en slagfærdig forsvarer, var et stykke virkeliggjort impressionisme. Om Manet samlede sig snart en del andre malere, hvis avantgarde gerne gik under navnet École des Batignolles, således kaldet efter en café i forstaden Batignolles, der benyttedes som samlingssted for den ny tids mænd.
Det hører med til forståelsen af impressionismen, at fotografiets kunst var på vej, men kun i gråtoner – så farverne spillede en væsentlig rolle for impressionisterne. Impressionisterne lagde vægt på at billederne blev til spontant og hurtigt i det skiftende lys. Dette fik nogle journalister og kritikere til at mene, at de ikke var færdige, men blot "indtryk" af noget. Især lyset var et vigtigt emne for impressionisterne og de malede derfor ude i landskabet for at fange dette. Dette stod i kontrast til den gamle kutyme, hvor man malede i sit atelier.
Impressionister var også realister og malede motiver, som de fandt på deres vej i byen og på landet. Deres malerier var altså ikke opsat, men derimod et hurtigt stilbillede. Dette kan også ses i penselstrøgene som ofte er synlige og grove. Det var altså ikke så meget det afbillede objekt, men derimod hele det visuelle indtryk af farver og lys, som inspirerede malerne.
Netop den måde at male på viser, at objektet – det egentlige motiv – nu taber sin værdi og kun bliver en anledning til at fremstille lyset som kilden til tingenes fremtræden. For lyset, den mest uhåndgribelige og allermindst stoflige foreteelse i hele naturen, er det egentlige tema i fx Monets billeder. De ting, der forekommer på de mest ekstreme af disse billeder, er opløst af lyset, de er blevet til farvede skygger, der kun er blevet vakt til varigt og foranderligt liv ved den stadigt skiftende belysning. I denne kunst er der ikke meget tilbage af tingenes konkrete eksistens, af deres egen uafhængige tilværelse.

## Fremtrædende repræsentanter
I første linje blandt disse stod Claude Monet, den egentlige grundlægger af den farvedekomponerende teknik, der sætter farverne ubrudte side om side, en teknik, hvortil der vel tidligere kan påvises mange tilløb, men først nu knæsattes som grundsætning. Andre impressionister var Camille Pissarro, Renoir, Sisley, Berthe Morisot, de Nittis, Boudin, Lepine, Guillaumin, hollænderen Jongkind og Degas, der med øjebliksbilledets lynsnarhed fæstnede bevægelsen til lærredet. Den dekomponerende grundsætning førtes videre af ny-impressionismen, "pointillismen": Seurat, Signac, Cross etcetera.
For van Gogh, Gauguin og Cézanne blev impressionismes kunst et værdifuldt udviklingsled, som de under intens nyskaben frigjorde sig for, bort fra impressionismens flygtighed og nervøse maleriske uro hen imod større helhedsvirkning. Cézanne med sine geniale dyrkningsforsøg af farven i dens flader til opnåelse af ro og balance i billedvirkningen. Fra denne fører vejen videre til impressionismens modpol, ekspressionismen . 1874—89 arrangerede impressionismen i alt 8 større udstillinger, i øvrigt foranstaltede de ofte, refuserede fra de almindelige saloner, særudstillinger af deres værker.

## Kendetegn
Så forskelligartede impressionisterne end kunne fremtræde indbyrdes, viste retningen dog udadtil et ret tydeligt signalement: En læggen vægt på det rent maleriske og dette opfattet som det øjeblikkelige, vage farveindtryk, det, det gælder om lynsnart at gribe i flugten uden hensyn til enkeltheder, som følge heraf en ligegyldighed for tegningen, så konturerne opløses og bliver flydende og vibrerende; lyset skal være den alt beherskende magt og atmosfæren det medium, der giver tingene den rette farvevalør — "lyset tegner lige så meget, som det farver". Billederne fremtræder derfor i lyse farver, ofte med lette blå skygger. For at være mere i overensstemmelse med optikkens love end tidligere kunst sætter impressionisterne farverne ubrudte side om side på lærredet, idet beskueren ad den vej (og ved anvendelse af komplementærfarver) i nogen afstand fra billedet vil opnå et kraftigere totalindtryk. Da en plastisk udformning af genstandene forudsætter en tillært rumopfattelse, men ikke skyldes en umiddelbar og naiv anskuen, forsømmer impressionisterne ofte perspektivet og giver i stedet farveflader; betegnende i så henseende er en fortælling om, at Courbet skal have sagt om Manet’s "Olympia", at hun var så flad som en spardame, hvortil da Manet skal have svaret, at Courbet’s badende kvinder var runde som billardkugler. Under deres analyse af selv de flygtigste indtryk opnår impressionisterne ofte en forbavsende slagfærdighed i evnen til at gribe momentet — under kendelig indflydelse fra japanerne — de uvilkårlige udtryk og vendinger, der let forflygtiges under en rolig og langsomt dvælende iagttagelse. Af frygt for det anekdotemæssig fortællende svinger de ofte over i en foragt for selve indholdet, emnet i billedet, hvis indholdsløshed så at sige bliver målet — kunsten skal ikke være tanke, men blot øje; den skal ikke forme billeder med nøje gennemtænkt komposition, men give friske studier og skitser, tilfældige udsnit.

## Videreudvikling
Impressionismen som skole hører allerede historien til. Et klassisk skær begyndte snart efter forkætringen at kaste sig over dens koryfæer, og Caillebotte’s samling af impressionistiske værker fandt, om end med lidt besvær, vej til Luxembourg-samlingens sale. En stor del af det, der i impressionismen var blot Mode, blev afstrøjfet og impressionismens lære gik over i blodet på senere moderne malerkunst; dens principper er i virkeligheden et nødvendigt led i al sund naturalistisk malerkunst, og med sine studier af lyset, atmosfærens indvirkning, valørerne — Claude Monet malede således atter og atter de samme poppeltræer blot sete under års- og dagstidernes skiftende belysning — har den øget øjets farvesensibilitet og indvundet nyt land for kunsten.

## Inspiration
Også uden for malerkunsten gik impressionismen sin sejrsgang, således i skulpturen (for eksempel Rodin’s), og i æstetisk litteratur og musik gik sideløbende strømninger.

## Impressionister i Danmark
I Danmark lod malere som Anna Ancher og Theodor Philipsen sig inspirere af bevægelsen.

## Repræsentanter for bevægelsen og øvrige berømte impressionistiske malere
Repræsentanter
- Claude Monet (1840-1926), grundlægger og historisk medlem af den impressionistiske gruppe
- Pierre-Auguste Renoir (1841-1919), grundlægger og historisk medlem af den impressionistiske gruppe
- Francesco Filippini (1841-1870), forløber, grundlægger af de italienske impressionister
- Édouard Manet (1853-1895), tilhørte aldrig den impressionistiske gruppe
- Paul Cézanne (1839-1906), grundlægger og historisk medlem af den impressionistiske gruppe
- Edgar Degas (1834-1917), grundlægger og historisk medlem af den impressionistiske gruppe

Andre berømte impressionsitiske malere
- Eugene Boudin
- Mary Cassatt
- Gustave Caillebotte
- Camille Corot
- Henri de Fantin-Latour
- Berthe Morisot
- Camille Pissarro
- Alfred Sisley
- Henri de Toulouse-Lautrec

## Galleri
- Frédéric Bazille, Paysage au bord du Lez, 1870, Minneapolis Institute of Art
- Gustave Caillebotte, Rue de Paris, temps de pluie, 1877, Art Institute of Chicago
- Edgar Degas, L'Absinthe, 1876, Musée d'Orsay, Paris
- Édouard Manet, En bateau, 1874, Metropolitan Museum of Art
- Édouard Manet, La Prune, 1878, National Gallery of Art, Washington, D.C.
- Édouard Manet, Un Bar aux Folies-Bergère, 1882, Courtauld Institute of Art
- Claude Monet, La Falaise à Fécamp, 1881, Aberdeen Art Gallery
- Claude Monet, Klipperne ved Étretat, 1885, Clark Art Institute, Williamstown, Massachusetts
- Claude Monet, Høstakke, 1890–1891, Museum of Fine Arts, Boston
- Berthe Morisot, Le berceau, 1872, Musée d'Orsay
- Camille Pissarro, Conversation, c. 1881. National Museum of Western Art
- Pierre-Auguste Renoir, Les Deux Sœurs, 1881, Art Institute of Chicago
- Alfred Sisley,  Le Pont de Villeneuve-la-Garenne, 1872, Metropolitan Museum of Art
- Alfred Sisley, La Seine au Point du jour, 1877, Museum of modern art André Malraux - MuMa, Le Havre